# Трайхль, Траудль
Траудль Трайхль (нем. Traudl Treichl; род. 12 марта 1950, Ленгрис) — немецкая горнолыжница, выступавшая в слаломе, гигантском слаломе и скоростном спуске. Представляла сборную ФРГ по горнолыжному спорту в 1968—1976 годах, серебряная призёрка чемпионата мира, победительница западногерманского национального первенства, участница зимних Олимпийских игр в Саппоро.

## Биография
Траудль Трайхль родилась 12 марта 1950 года в коммуне Ленгрис, Бавария. Проходила подготовку в местном одноимённом лыжном клубе SC Lenggries.
В 1968 году вошла в основной состав западногерманской национальной сборной и дебютировала в Кубке мира, уже в дебютном сезоне сумела войти в десятку сильнейших в слаломе на одном из этапов.
Благодаря череде удачных выступлений удостоилась права защищать честь страны на зимних Олимпийских играх 1972 года в Саппоро — в слаломе не финишировала в первой попытке и не показала никакого результата, в гигантском слаломе заняла девятое место, тогда как в скоростном спуске стала тринадцатой.
В сезоне 1972/73 впервые поднялась на подиум Кубка мира, выиграв в гигантском слаломе две серебряные медали. Год спустя добавила в послужной список бронзу, полученную в той же дисциплине. Этот сезон оказался для неё наиболее успешным в плане итоговых результатов: она заняла семнадцатое место в слаломе, шестое место в гигантском слаломе и тринадцатое место в скоростном спуске, в то время как в общем зачёте всех дисциплин стала двенадцатой. Кроме того, одержала победу на чемпионате ФРГ по горнолыжному спорту и побывала на чемпионате мира в Санкт-Морице, откуда привезла награду серебряного достоинства — в программе гигантского слалома пропустила вперёд только француженку Фабьенн Серра.
Пыталась пройти отбор на Олимпийские игры 1976 года в Инсбруке, но из-за слишком высокой конкуренции в команде не смогла этого сделать и вскоре приняла решение завершить спортивную карьеру.
За выдающиеся спортивные достижения президентом Вальтером Шеелем была награждена Серебряным лавровым листом, высшей спортивной наградой Германии.